# Польський коридор
54°21′00″ пн. ш. 18°20′00″ сх. д. / 54.35° пн. ш. 18.333333333333° сх. д.
Польський (гданський, данциґський) коридор (нім. Polnischer Korridor; пол. Korytarz gdański, województwo pomorskie) — термін, який використовували в період між світовими війнами на означення польської території, яка відокремила німецький ексклав Східна Пруссія від німецької провінції Померанія.
Область відійшла до Польської Республіки після Першої світової війни на засадах Версальського договору. «Коридор» складався з території колишньої німецької провінції Західна Пруссія (уздовж Вісли на сході, за винятком Вільного міста Данциг), утворюючи Поморське воєводство. Термін «гданський коридор» вживали польські політики задля критики німецьких реваншистів.

## Історичне тло
Надання Польській республіці доступу до моря було однією з гарантій, запропонованих президентом США Томасом Вудро Вільсоном у своїх 14 пунктах у 1918 році. 13-й пункт Вільсона зазначав наступне:
Незалежна Польська держава повинна обійняти території, однозначно населені поляками, чию політичну, економічну незалежність і територіальну цілісність потрібно гарантувати міжнародною угодою, а також має бути забезпечено вільним і безпечним доступом до моря.

### Обґрунтування
Передача цієї території до Польської Республіки в 1920 році пояснювалася низкою причин:
- Історичною: Область раніше була частиною польської державності від її створення наприкінці X сторіччя до 1772 року, за винятком 1309—1454 років, коли Тевтонський орден володів Помор'ям. Згідно з Торуньським миром, ця область стала часткою Королівської Пруссії у складі особистої унії між Польським королівством й Великим князівством Литовським у 1466 році, а згодом — Речі Посполитої. Через 300 років Королівство Пруссія анексувало ці терени під час Першого поділу Речі Посполитої 1772 року.
- Економічною і політичною: Оскільки незалежна польська держава не мала виходу до Балтійського моря, це робило її економічно і політично залежною від Німеччини. Велика Британія і Франція натомість розглядали сильну Польщу як противагу до свого західного сусіда й тому вважали прийнятним передачу Гданського коридору.
- Етнічною: Як аргументував Антоні Абрам, польський делегат на Паризькій мирній конференції, більшість населення регіону становили поляки (в області на західному березі Вісли, між Гданськом і Бидгощем) та споріднені з ними кашуби (прямі нащадки середньовічного західнослов'янського племені поморян; у береговій області на північний захід від Гданська-Данцига).

## 1920-ті роки
У період після Першої світової війни переважно німецькомовне портове місто Данциг без референдуму отримало статус вільного міста і потрапило під мандат Ліги Націй. Після того, як докери портового Вільного міста Данциг оголосили страйк під час польсько-радянської війни, уряд Польської республіки вирішив збудувати нове портове місто на території коридору — в Гдині.
Велика частина німецького населення коридору залишила область після його переходу до Другої Речі Посполитої наприкінці червня 1919 року (Польща встановила повний контроль 20 січня 1920 року). На цій території було дозволено залишитися лише тим німцям, які прийняли польське громадянство і які не перебували на державній службі Німецької імперії. Через зменшення німецького населення німецькі школи були закриті. Власність німців, які виїхали до Німеччини, була конфіскована.
Під час плебісциту в Східній Пруссії (липень 1920) польська влада намагалася перешкоджати поштовому листуванню, телеграфному та телефонному зв'язку через «коридор». Через це після плебісциту, який завершився переважно на користь Німеччини, міністерство транспорту Веймарської республіки створило у 1922 році Seedienst Ostpreußen («Морську службу Східної Пруссії») для забезпечити поромного зв'язку з німецьким ексклавом Східна Пруссія, аби не залежати від транзиту через польську територію. У 1920-ті й особливо у 1930-ті роки німецька пропаганда часто стверджувала, що німецькі літаки й автобуси, які перетинають «коридор», нібито обстрілює польська поліція.
Створення коридору збудило велике обурення в Німеччині, і всі веймарські уряди відмовлялися визнавати східні кордони, узгоджені у Версалі.

## Нацистськадоба
Націонал-соціалістична робітнича партія Німеччини на чолі з Адольфом Гітлером, узяла владу в Німеччині в 1933. Гітлер спочатку проводив політику дружніх взаємин з Польською республікою, що досягла апогею при підписанні Договору про ненапад між Німеччиною і Польщею (1934). У наступні роки, Німеччина зосередилась на переозброєнні армії на противагу Польські республіці та її союзникам
У жовтні 1938 року (практично одночасно з Мюнхенською угодою) Третій Рейх заохочував Польську республіку приєднатися до Антикомінтернівського пакту. Польська республіка відмовилась, оскільки такий альянс залучав Польщу до сфери впливу щораз більш потужної Німеччини.
Після Мюнхенської угоди, з британський прем'єр-міністр Невілл Чемберлен повідляв про Гітлера: «Він говорив мені конфіденційно, і учора увечері повторив публічно, що після того, як питання судетських німців врегульоване, це кінець територіальних претензій Німеччини в Європі». Проте невдовзі Гітлер зрадив своєму слову. Нацисти збільшили свої претензії щодо приєднання Вільного міста Данцига до Райху, наголошуючи на «захисті німецької більшості» міста.
Ситуація навколо Вільного міста Данціґа та «гданського коридору» створила проблеми для німецької і польської митниць.
Німці зажадали статусу екстериторіальності для шосе Берлін-Данціґ та залізниці через «коридор». Польська республіка погоджувалася на будівництво німецького шосе та дозвіл для німецького залізничного руху, але заперечувала про приєднання Вільного міста Данціґа до Райху.
Нацистські газети Німеччини та Данціґу збуджували націоналістичне почуття німців, їхні заголовки стверджували про те, що Польська республіка зловживала своїми економічними правами в Данцигу. В той же час Гітлер запропонував Польщі додаткову територію як наслідок можливої анексії Литви, України та Чехії. Проте польські лідери боялися, що Польська республіка може повторити долю Чехословаччини, хоча вони самі взяли участь у її розділенні після Мюнхенської угоди. Будь-яке рішення щодо Данціґа могло стати кроком у напрямку можливої втрати Польською республікою доступу до моря.
У цей час Польська республіка мала гарантії підтримки щодо Данціґа як від Британії, так і від Франції.
Виправлена і менш сприятлива пропозиція увійшла до форми ультиматуму, зробленого нацистами наприкінці серпня, після того, як наказ уже був наданий напасти на Польську республіку 1 вересня 1939 року. Проте, в півночі на 29 серпня, Ріббентроп вручив британському послу Гендерсону перелік вимог, які нібито гарантували би мир що до Польської республіки. Данциг мав повернутися до Німеччини і там мав бути проведений плебісцит що до Польського коридору; всі поляки не мали права голосу, тоді як всі німці, включаюси тих, що тут народилися, але не проживали — мали. Був запропонований обмін національних меншин між двома країнами. Якщо Польська республіка прийняла ці умови, Німеччина згоджувалася на Британську пропозицію міжнародної гарантії, яка включала б Радянський Союз. Повноважний представник Польської республіки, з повними повноваженнями, мав прибути до Берліна і прийняти ці умови на завтра. Британський Кабінет розглядав умови як «розумні», крім умови на польського повноважного Представника, який бачився як подібний до президента Чехословаччини Еміля Гахи, який прийняв умови Гітлера в середині березня 1939.
Коли Посол Юзеф Ліпскі йшов на зустріч з Ріббентропом 30 серпня, він був ознайомлений з вимогами Гітлера. Проте він не мав повної влади, щоб підписати, і Ріббентроп закінчив зустріч. У новинах потім передали, що Польська республіка відкинула німецькі пропозиції.

1 вересня 1939 року німецькі війська вдерлися до Польської республіки і після битви в Тухольських лісах (bory Tucholskie) 5 вересня захопили «коридор».

## Повоєнний період
У 1945 році під час Потсдамській конференції кордони Польщі були змінені (кордон по Одеру-Нейсе). Зокрема, «коридор» і Данціґ були передані Польській республіці. Східна Німеччина (НДР) визнала цей кордон у 1953 році, Західна (ФРН) — у 1970 році (за Варшавським договором). Об'єднана Німеччина (ФРН) підтвердила це визнання у 1990 році (у Договорі про завершальне розмежування Німеччини).